# 矮陷繁缕
矮陷繁缕（学名：Stellaria depressa）为石竹科繁缕属的植物，是中国的特有植物。分布在中国大陆的西藏等地，生长于海拔5,000米至5,450米的地区，目前尚未由人工引种栽培。